# Széchényi Pál (érsek)

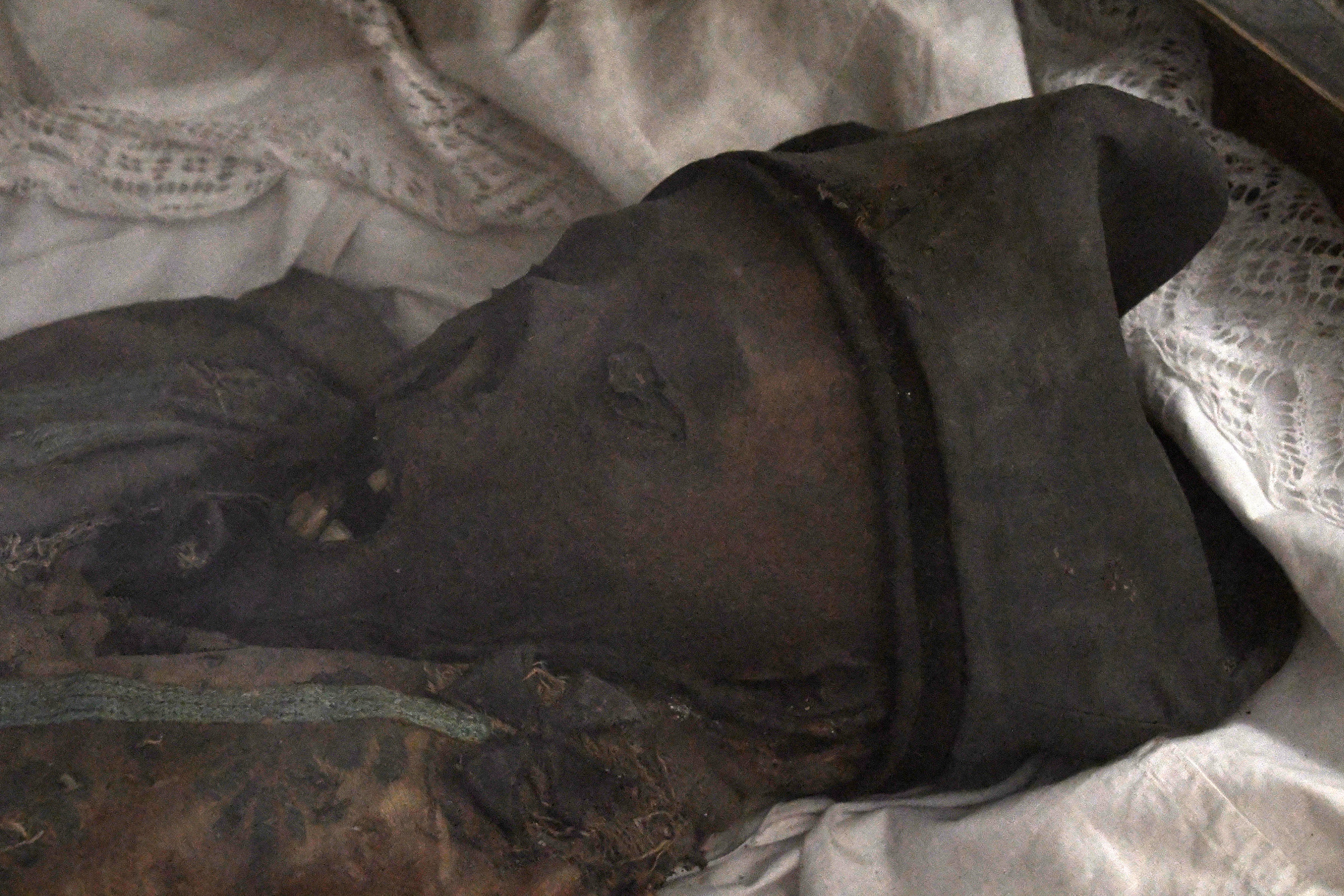
Széchényi Pál Nagycenken, üvegkoporsóban látható mumifikálódott holtteste

Gróf Széchényi Pál (Gyöngyös, 1645. július 28. (vagy 1642) július 28. – Sopron, 1710. május 22.) katolikus főpap; veszprémi püspök, kalocsai érsek .

## Életrajza
Széchényi Lőrinc és Gellén Judit harmadik gyermekeként született, testvérei Márton (vagy Ferenc, 1637), Erzsébet (1643), Kata (1649), Judit (1652), Márton (1653), György (1656). 1662. március 22-én Bánfalván (Wondorf) a pálosok rendjébe lépett, majd pálos szerzetesként Rómában magiszteri fokozatot szerzett. A Pozsony melletti Máriavölgyben a szerzet növendékeinek mestere, 1673-tól a nagyszombati egyetem teológia tanára, később világi pap lett. 1676-tól 1687-ig pécsi püspök, szeptember 15-től királyi tanácsos és szentgotthárdi apát lett, 1677-től győri kanonok és nagyprépost. 1687. április 26-ától veszprémi püspök 1710-ig, 1696-tól 1710-ig kalocsai érsek. Érseki székhelyére a hosszú török uralom által okozott pusztulás miatt nem költözhetett, de sokat tett az érsekség és a vármegye javára. Püspöki, illetve érseki kinevezése folytán előbb Veszprém vármegye, majd Bács vármegye örökös főispánja is lett egyúttal.
I. Lipót király 1697. március 30-án grófi rangra emelte a Széchényi családot. 1698. október 16-án a király Bács vármegyei főispánná nevezte ki (aminek egyházi tisztéből adódóan már örökös főispánja volt). 1704. január 2-án a bécsi udvar őt bízta meg, hogy tárgyaljon II. Rákóczi Ferenc pártjával és megegyezést közvetítsen a császár és a kurucok közt. Az udvar azonban teljesen elzárkózott a kurucok kívánságainak teljesítése elől, így a tárgyalások eredménytelenek maradtak.
Halála után Bánfalván temették el, ahonnan 1811-ben átvitték a nagycenki családi sírboltba. Mumifikálódott holtteste üvegfedelű koporsóban fekszik a sírboltban.